# アーテイン
株式会社アーテイン（ERTAIN Corporation）は、日本の東京都港区高輪に本社を置いていたコンピュータゲーム制作会社。

## 概要
株式会社ニューから販売部門が独立して2004年2月13日に設立された。登記本店を東京都港区高輪に移転。2011年10月19日をもってニンテンドーDSiウェアの配信を終了、同時期に公式サイトも閉鎖された。
ニンテンドーDS向けソフトの開発に関わっていたコラビエがそれらのソフトを継承しているほか、『ボクサーズ・ロード』などの権利を取得している。

## 主なゲーム作品
- プラットフォームについては、以下の略号を用いる。
  - GBA：ゲームボーイアドバンス
  - DS：ニンテンドーDS
  - DSiウェア：ニンテンドーDSiウェア
  - PS2：PlayStation 2
  - PSP：PlayStation Portable
- モンスターサマナー（2004年7月15日、GBA)
- グラディエーター ロード トゥー フリーダム（2005年2月17日、PS2）
- グラディエーター ロード トゥー フリーダム リミックス（2005年9月1日、PS2）
- ギャンブル コンファイト（2006年2月23日、PSP）
- メガミの笑壺（2006年3月30日、PSP）
- タッチで漫才！メガミの笑壺DS（2006年6月29日、DS）
- こころを休める 大人の塗り絵DS（2006年8月31日、DS）
- ボクサーズ・ロード2・ザ・リアル（2006年9月28日、PSP）
- こころに染みる 毛筆で書く相田みつをDS（2006年11月30日、DS）
- ロストレグナム ～魔窟の皇帝～（2007年1月25日、PSP）
- こころがうるおう 美麗アクアリウムDS ～テトラ・グッピー・エンゼルフィッシュ～（2007年3月29日、DS）
- こころがうるおう 美麗アクアリウムDS ～クジラ・イルカ・ペンギン～（2007年3月29日、DS）
- こころが目覚める 男たちの塗り絵DS ～タミヤボックスアート～（2007年4月26日、DS）
- 右脳回転 マッチ棒パズルDS（2007年6月14日、DS）
- まる書いてドンドン覚える 驚異のつがわ式漢字記憶術（2007年6月28日、DS）
- マネーすごろく カブコロ（2007年11月15日、PS2）
- ともだち作ろう！魔法のこうかん日記（2007年12月6日、DS）
- こころを休める 大人の塗り絵DS 2（2007年12月6日、DS）
- まる書いてドンドン覚える 驚異のつがわ式漢字記憶術 ～基礎学習編～（2007年12月6日、DS）
- ナンバープレイス∞MUGEN（2007年12月20日、DS）
- ザイナイド（2007年12月27日、PSP）[2]
- ザイナイド（2008年1月31日、PS2）[2]
- みんな集まれ！クイズパーティー（2008年3月27日、DS）
- ディープアクアリウム　奇跡の深海（2008年6月5日、DS）
- 極・美麗アクアリウム ～世界の魚とイルカ・クジラ達～（2008年12月25日、DS）
- 桐原書店Forest準拠 えいご＠DS（2009年3月26日、DS）
- アーティストになろう！みんなの塗り絵 初級編（2009年12月9日、DSiウェア）
- アーティストになろう！みんなの塗り絵 いぬ編（2009年12月16日、DSiウェア）
- アーティストになろう！みんなの塗り絵 ねこ編（2010年1月6日、DSiウェア）
- アーティストになろう！みんなの塗り絵 上級編（2010年1月13日、DSiウェア）
- アーティストになろう！みんなの塗り絵 ミュシャ編（2010年2月3日、DSiウェア）
- アーティストになろう！気軽にスケッチ（2010年4月28日、DSiウェア）